# ملک محمود ولاش
ملک محمود ولاش (بلاش) آخرین فرمانروای قارنوند آسران در شهریارکوه بوده‌است که در سده ۸ قمری در جنگ غافلگیرانه با میر عمادالدین سرسلسهٔ مرتضویان طبرستان شکست خورده و به ناچار به اصفهان عزیمت می‌کند و بدین ترتیب حکومت محدود قارنوندان نابود می‌شود میرعماد برای جلوگیری از «شورش مردم چاشم در پشتیبانی از ملک محمود بلاش» ۴۰۰ خانوار آنان را به خلرد کوچانید.
قارِنوَندیان (به مازندرانی: کارنوندیون) از خاندان‌های فرمانروای تبرستان در شمال ایران بودند مرکز حکومت قارنوندان در شهریارکوه بوده است که در بین سمنان و ساری قرار داشته است مهم‌ترین آبادی شهریارکوه آسران بوده‌است که در ۳ کیلومتری جنوب روستای چاشم قرار دارد. گرچه مازیار واپسین اسپهبد قارنوند بود، ولی پس از او برخی از افراد این خاندان به صورت بسیار محدود در شهرها، روستاها و قلعه‌ها حکومتی برپا می‌کردند.